# Czesław Paczkowski
Czesław Paczkowski (ur. 14 marca 1895 w Warszawie, zm. 14 marca 1953 we Wrocławiu) – podpułkownik saperów Polskich Sił Zbrojnych.

## Życiorys
Czesław Paczkowski w Warszawie ukończył gimnazjum zdając maturę w 1915 roku, a następnie został ewakuowany do Rosji. Na Uniwersytecie Moskiewskim studiował przez rok prawo, a następnie powołano go do służby w armii rosyjskiej. W latach 1916–1917 studiował w Moskwie na Aleksandrowskiej Szkole Wojskowej, a po jej ukończeniu służył w 23 syberyjskim pułku strzelców. Był w polskich formacjach wojskowych od 21 lipca do 10 listopada 1917 roku, a następnie w Omsku pracował jako cywil. W polskich oddziałach na Syberii służył od 13 maja 1918 roku, a po kapitulacji dywizji koło stacji Klukwiennaja dostał się 10 stycznia 1920 roku do niewoli bolszewickiej i powrócił z niej w czerwcu 1921 roku. Jako podporucznik został wcielony do 84 pułku piechoty, ukończył w 1921 roku w Kościuszkowskim Obozie Szkolnym Saperów kurs doszkalający, po którym dowodził plutonem pionierów 84 pułku piechoty. 3 maja 1922 roku został zweryfikowany w stopniu porucznik piech. ze starszeństwem z dniem 1 czerwca 1919 roku i 2417. lokatą w korpusie oficerów piechoty. W sierpniu 1923 roku przeniesiony został do 9 pułku saperów, w którym dowodził kompanią i awansując do stopnia kapitana sap. ze starszeństwem z dniem 1 lipca 1925 roku. W listopadzie 1927 roku przeniesiono go do 1 pułku saperów, a tam nadal dowodził kompanią. Od sierpnia 1929 do października 1930 roku był instruktorem w Szkole Podchorążych Rezerwy Saperów, od października 1930 do czerwca 1931 roku pełniącym obowiązki szefa sztabu 2 Brygady Saperów i od czerwca 1931 do lipca 1936 roku dowodził kompanią KOP „Grodno”. 1 stycznia 1936 roku awansował do stopnia majora sap. W latach późniejszych od lipca 1936 do lutego 1938 roku był kwatermistrzem Szkoły Podchorążych Rezerwy Saperów, a 28 lutego 1938 roku objął dowództwo Ośrodka Sapersko–Pionierskiego 20 DP.
Podczas marcowej mobilizacji 1939 roku objął dowództwo 20 batalionu saperów, a 3 czerwca 1939 roku został przeniesiony na stanowisko szefa fortyfikacji w Modlinie. Podczas kampanii wrześniowej był szefem saperów Dowództwa Okręgu Korpusu Nr I Warszawa i wraz z nim był ewakuowany. Granicę rumuńską przekroczył 19 września 1939 roku i został internowany. Przedostał się do Francji w listopadzie 1939 roku i został przydzielony do Zgrupowania Saperów. Od 2 stycznia do 16 marca 1940 roku był na kursie w Ecole Militaire et d’Application du Génie w Wersalu. Po ewakuacji do Wielkiej Brytanii był oficerem saperów w 7 Brygadzie Kadrowej Strzelców, a w latach 1940–1943 zastępcą szefa w Szefostwie Fortyfikacji nr 2. W latach 1943–1946 był wykładowcą taktyki saperów w Centrum Wyszkolenia Piechoty oraz Ośrodku Wyszkolenia Oficerów Sztabowych i 1 czerwca 1945 roku awansowany na tym stanowisku do stopnia podpułkownika sap.
1 listopada 1946 roku został zdemobilizowany i w tym samym miesiącu powrócił do kraju. Początkowo od marca do czerwca 1947 roku pracował w Dyrekcji Okręgowej Kolei Państwowych w Warszawie, a następnie przeniósł się do Wrocławia, gdzie podjął pracę jako zastępca kierownika Wydziału Żeglugi w Okręgowej Dyrekcji Dróg Wodnych. Zmarł we Wrocławiu 14 marca 1953 roku.

## Ordery i odznaczenia
- Krzyż Walecznych – dwukrotnie
- Srebrny Krzyż Zasługi
- Krzyż Niepodległości